# Chilly-sur-Salins
Chilly-sur-Salins är en kommun i departementet Jura i regionen Bourgogne-Franche-Comté i östra Frankrike. Kommunen ligger i kantonen Salins-les-Bains som tillhör arrondissementet Lons-le-Saunier. År 2022 hade Chilly-sur-Salins 95 invånare.

## Befolkningsutveckling
Antalet invånare i kommunen Chilly-sur-Salins
Referens:INSEE